# Kovalam
Kovalam (Malayalam: കോവളം, Kōvaḷam [ˈkoːʋəɭʌm]) ist ein Strandort im südwestindischen Bundesstaat Kerala. Er liegt an der Küste des Arabischen Meeres 13 Kilometer südlich von Thiruvananthapuram, der Hauptstadt Keralas, und gehört zum Distrikt Thiruvananthapuram

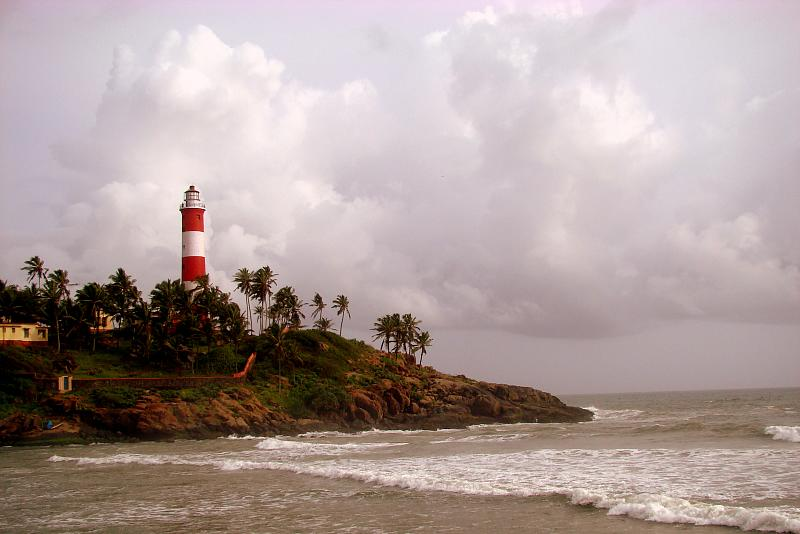
Der Leuchtturm von Kovalam

Kovalam ist der wichtigste Strandort Keralas und ein beliebtes Reiseziel sowohl für westliche Touristen als auch wohlhabende Inder. Der Sandstrand von Kovalam zieht sich auf einer Länge von rund zwei Kilometern in einem Bogen und wird von einer ins Meer hineinragenden Felsformation in zwei Abschnitte getrennt, den Lighthouse Beach und Hawah Beach. Nördlich und südlich liegen etwas weiter abseits weitere kleinere Strände. Im Hinterland der Strände erstrecken sich weitläufige Kokospalmenhaine. Der Lighthouse Beach trägt seinen Namen nach einem Leuchtturm, der weithin sichtbar auf einem Felsen oberhalb des Strandes gelegen ist. Am Lighthouse Beach gibt es eine autofreie Touristenpromenade, auf die sich die meisten Hotels und Restaurants konzentriert haben.
Kovalam war ursprünglich ein kleines Fischerdorf und wurde dann von europäischen Rucksacktouristen entdeckt. Seit Mitte der 1990er Jahre ist Kovalam auch zu einem Ziel für Pauschaltouristen geworden. Neben dem Strandurlaub sind es auch die zahlreichen ayurvedischen Wellness- und Behandlungsangebote, die westliche Touristen anziehen.